# Богданов, Павел Васильевич
Па́вел Васи́льевич Богда́нов (15 января 1900, Орёл — 24 апреля 1950, Москва) — советский военачальник, генерал-майор (1940), участник Гражданской, Советско-польской и Великой Отечественной войн. Коллаборационист. В 1941 году попал в немецкий плен, согласился на сотрудничество с немцами, впоследствии арестован и расстрелян по приговору суда. Не реабилитирован.

## Биография
Павел Богданов родился 15 января 1900 года в Орле в семье рабочего. После окончания шестиклассного городского училища работал на заводе.
В 1918 году добровольно вступил в Рабоче-Крестьянскую Красную Армию, первоначально служил в военно-революционном отряде в Орле. В годы Гражданской войне служил в 8-й стрелковой дивизии, участвовал в боевых действиях против войск Петлюры, Скоропадского, Деникина, а также в советско-польской войне.
После войны Богданов окончил Московские курсы комсостава РККА, до 1925 года командовал различными стрелковыми подразделениями. В 1926 году окончил Стрелково-тактические курсы усовершенствования комсостава РККА «Выстрел» имени III Коминтерна, после чего командовал батальоном. В 1931 году вступил в ВКП(б). С 1931 года служил в Карельском укреплённом районе. В 1935—1938 годах занимал должность командира 59-го и 114-го стрелковых полков в 20-й стрелковой дивизии Ленинградского военного округа. В январе 1938 года исключался из партии по обвинениям в бытовом разложении, связях с бывшими врагами народа, в развале работы.
В конце 1938 года был восстановлен в партии и назначен начальником штаба 67-й стрелковой дивизии Ленинградского ВО. С августа 1939 года — командир 48-й стрелковой дивизии Белорусского особого военного округа. 4 ноября 1939 года Богданову было присвоено звание комбрига, 4 июня 1940 года — генерал-майора.
В ходе операции по присоединению Прибалтики к СССР летом 1940 года дивизия была введена на территорию Латвии, после создания Прибалтийского особого военного округа вошла в его состав. 30 мая 1941 года командующим ПрибОВО генерал-полковником Кузнецовым командиру 48 стрелковой дивизии генерал-майору Богданову был объявлен выговор за то, что не организовал боевую подготовку дивизии, в результате чего при проверке выяснилось, что состояние дивизии «хуже, чем плохое».
Дивизия Богданова с первых дней принимала участие в Великой Отечественной войне, действуя в составе 10-го стрелкового корпуса 8-й армии Северо-Западного фронта.

… 48-я стр. дивизия по приказу Командующего войсками Округа также в эту ночь (прим. — с 18 на 19 июня) выступила из Риги и двигалась с музыкой к границе, не будучи ориентирована о близкой угрозе войны. Я о её выдвижении в известность не был поставлен.
 Эта хорошая дивизия в районе Райсейняй (Россиены), не зная, что война началась, внезапно, подверглась атаке с воздуха, а также прорвавшихся наземных войск немцев, понесла большие потери и, не дойдя до границы, была разгромлена.— Командующий 8-й армией ПрибВО генерал-лейтенант Собенников
В ходе Прибалтийской стратегической оборонительной операции в первые три дня войны дивизия была разбита в районе города Расейняй и уже к 25 июня перестала существовать как организованная сила. 17 июля 1941 года Богданов без сопротивления сдался в плен у станции Новосвенцяны, содержался в лагере для военнопленных в городе Сувалки. Известно, что уже 26 июля Богданов выдал немцам двух известных ему политработников, которых немцы сразу же увезли из лагеря и с того дня их судьба неизвестна (это были военный комиссар 48 сд полковой комиссар А. К. Фоминов и старший политрук Колобанов). В сентябре 1941 года, согласившись сотрудничать с немцами, был переправлен в Германию. Предлагал немцам разрешить ему сформировать отряд из военнопленных для участия в боевых действиях против СССР. Затем его перевели в лагерь Вульгайде, где находились курсы пропагандистов. Писал от своего имени обращения к русскому народу и к генералам Красной армии. Известны случаи, когда Богданов вербовал военнопленных в «Боевой союз русских националистов», в котором и сам состоял с августа 1942 года.
В декабре 1942 года Богданов вступил в звании рядового в «дружину № 2», созданную СС для борьбы с партизанами. В январе повышен в звании до поручика и назначен заместителем начальника штаба дружины. Впоследствии дружина вошла в состав 1-го русского национального отряда СС под командованием Владимира Гиля (Родионова). В апреле 1943 года Богданов возглавил контрразведку полка и был повышен в звании до генерал-майора. Участвовал в карательных операциях против партизан и мирного населения. В мае 1943 года лично расстрелял майора и лейтенанта за просоветские настроения и попытку уйти к партизанам. 14 августа 1943 года бригада во главе с Гилем перешла на сторону партизан, накануне Богданов был арестован по личному распоряжению Гиля.
20 августа 1943 года был передан представителям СМЕРШ, в этот день был подписан ордер на его арест.
24 апреля 1950 года Военной коллегией Верховного Суда СССР Павел Богданов был приговорён к высшей мере наказания. В тот же день приговор был приведён в исполнение.